# BelAir Classiques
BelAir Classiques est une société française indépendante d’édition vidéographique fondée en 2004 par François Duplat et dirigée par Jacques-François Suzzoni[source insuffisante]. Filiale de la maison de production BelAir Media, elle est spécialisée dans l’édition en DVD, Blu-ray et VOD de captations de ballets, d'opéra, de concerts, de documentaires de création et de musique classique en général. 

## Histoire
En 1992, le distributeur de cinéma François Duplat fonde BelAir Media, société de production audiovisuelle[source insuffisante]. Le premier tournage a lieu à l'Opéra Bastille pour le Lac des cygnes avec Marie-Claude Pietragalla et Patrick Dupond[réf. nécessaire]. François Duplat vend certaines de ses productions aux labels de DVD de musique classique - TDK, EMI, Arthaus… - puis, en 2004, il fonde le label BelAir Classiques. 
Après les procès autour de Dialogues des Carmélites, BelAir continue de collaborer avec le metteur en scène russe Dmitri Tcherniakov

## Controverse
En 2010 à l’Opéra de Munich, Dmitri Tcherniakov propose une mise en scène de Dialogues des carmélites de Francis Poulenc. Cette production est filmée par BelAir Media puis éditée en DVD et en Blu-ray par BelAir Classiques en 2011[source insuffisante]. 
En 2012, estimant la pensée de Georges Bernanos et Francis Poulenc trahie, certains de leurs ayants droit assignent en justice l’Opéra de Munich, Dmitri Tcherniakov, BelAir Media et la chaîne Mezzo, coproductrice du film. Leur requête est déboutée le 13 mars 2014 par le Tribunal de Grande Instance de Paris qui estime alors que «  la mise en scène de Dmitri Tcherniakov ne réalis(ait) pas une dénaturation des œuvres de Georges Bernanos et de Francis Poulenc ». À rebours du tribunal, la Cour d’appel de Paris saisie par les ayants droit considère le 13 octobre 2015 que la mise en scène de Tcherniakov porte atteinte au droit moral des auteurs de Dialogues des carmélites et que la scène finale constitue une « dénaturation des œuvres de Bernanos et Poulenc ». BelAir est donc enjoint sous astreinte de « prendre toute mesure pour que cesse immédiatement et en tous pays la publication dans le commerce ou plus généralement l’édition, y compris sur les réseaux de communication au public en ligne, du vidéogramme litigieux », et est tenu de faire détruire ses stocks. Est fait également interdiction à la chaîne Mezzo de diffuser le programme.
Le 22 juin 2017, la Cour de cassation décide de casser l’arrêt du 13 octobre 2015 rendu par la Cour d’appel de Paris, et juge que « en prononçant […] des mesures d’interdiction de représentation et d’exploitation de la mise en scène de M. Tcherniakov, sans rechercher, comme elle y était invitée, si sa décision et les mesures d’interdiction prononcées par elle ne portaient pas une atteinte disproportionnée à la liberté d’expression artistique de M. Tcherniakov ni expliquer de façon concrète en quoi la recherche d’un juste équilibre entre les droits en présence commandait sa décision et le prononcé de ces mesures, la cour d’appel a privé sa décision de base légale au regard de l’article 10 § 2 de la Convention de sauvegarde des droits de l’homme et des libertés fondamentales ». Sous réserve d’un renvoi vers la cour d'appel de Versailles, la cour de cassation décide de rétablir la situation définie en mars 2014 par le jugement du Tribunal de Grande Instance de Paris. La commercialisation du DVD et du Blu-ray peut donc reprendre.

### Distribution
Harmonia Mundi assure la distribution du catalogue de BelAir Classiques en France et dans le monde de 2004 à 2015, date à laquelle Naxos Distribution reprend la distribution internationale. Depuis mai 2016, la société de distribution franco-belge Outhere Distribution France, filiale du groupe Naxos Distribution, représente le catalogue de BelAir Classiques en France. Les quelques titres de cinéma édités par BelAir Classiques sont distribués en France par la société de distribution Arcadès Direct. 

## Titres notoires
- Le Tour d'Écrou (2001) de Benjamin Britten au Festival d'Aix-en-Provence, mis en scène par Luc Bondy et dirigé par Daniel Harding, récompensé par le Grand Prix du Disque et du DVD de l'Académie Charles Cros en 2005[9].
- David et Jonathas (2013) de Marc-Antoine Charpentier au Festival d'Aix-en-Provence, récompensé par les International Opera Awards en 2014[10][source insuffisante]
- La Fiancée du Tsar (2014) de Nikolaï Rimsky-Korsakov au Staatsoper Unter den Linden de Berlin, mis en scène par Dmitri Tcherniakov et dirigé par Daniel Barenboim, récompensé par les International Opera Awards en 2016[11][source insuffisante]